# Manuel Herreros
Manuel Herreros Casas, detto Champi (Villarrobledo, 20 aprile 1963), è un pilota motociclistico spagnolo ritiratosi dall'attività agonistica, vincitore del mondiale Classe 80 nel 1989.

## Carriera

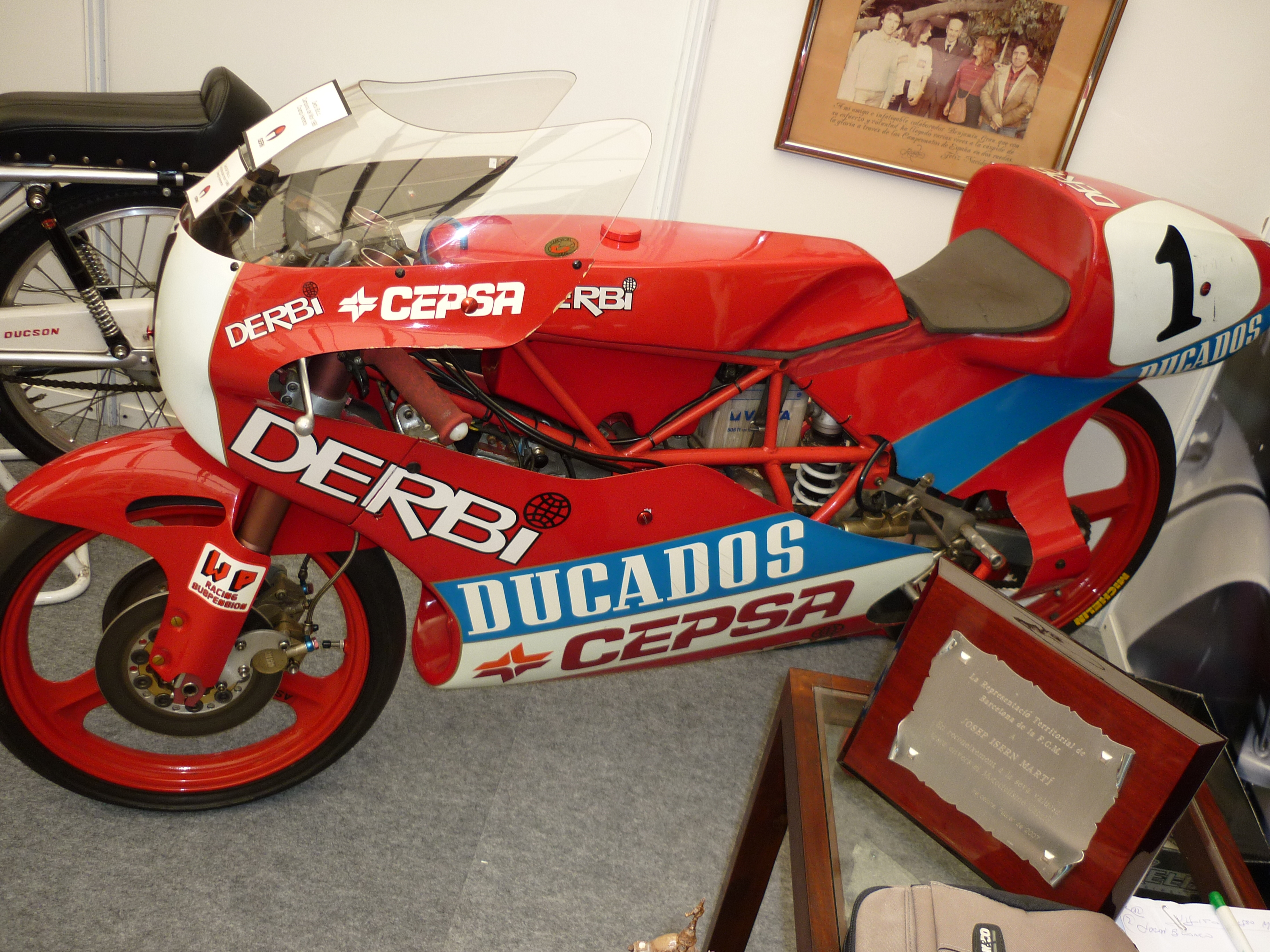
La Derbi con la quale Herreros vinse il titolo mondiale della Classe 80 nel 1989.

Herreros esordì nel motomondiale nel 1984 in 125, su una MBA. La stagione seguente fu ingaggiato dalla Derbi come compagno di squadra di Jorge Martínez, terminando al 4º posto il Mondiale della 80. Nel 1986 Herreros ottenne la sua prima vittoria, al GP di Germania, unica sua vittoria insieme a quella ottenuta al GP di San Marino 1987.
L'ultima stagione di Herreros in Derbi fu il 1989, anno in cui divenne Campione del Mondo della 80 senza vincere neanche una gara, ma puntando sulla regolarità dei piazzamenti (sui 6 GP dell'anno arrivò 4 volte secondo): era la quarta volta che il fenomeno accadeva nel Mondiale, la prima tra le moto sciolte. Abolita la classe 80 a fine '89, Herreros ritornò in 125 con una JJ Cobas, raccogliendo risultati deludenti (non classificato nel 1990 e 33º nel 1991) e ritirandosi al termine della stagione '91.
Terminata la carriera, Herreros ha aperto una scuola di pilotaggio e gestisce un team nel campionato spagnolo velocità.

## Risultati nel motomondiale

### Classe 80
| 1984 | Classe | Moto  |    |  |     |  |  |    |  |  |  |    |    |  |  |  |  | Punti | Pos. |
| ---- | ------ | ----- | -- |  | --- |  |  | -- |  |  |  | -- | -- |  |  |  |  | ----- | ---- |
| 1984 | 80     | Derbi | NE |  | Rit |  |  | NE |  |  |  | NE | NE |  |  |  |  | 0     |      |

| 1985 | Classe | Moto  |    |   |     |   |    |   |   |    |   |    |    |   |  |  |  | Punti | Pos. |
| ---- | ------ | ----- | -- | - | --- | - | -- | - | - | -- | - | -- | -- | - |  |  |  | ----- | ---- |
| 1985 | 80     | Derbi | NE | 3 | Rit | 2 | NE | 3 | 4 | NE | - | NE | NE | 6 |  |  |  | 45    | 4º   |

| 1986 | Classe | Moto  |   |   |   |   |   |   |    |    |   |    |   |   |  |  |  | Punti | Pos. |
| ---- | ------ | ----- | - | - | - | - | - | - | -- | -- | - | -- | - | - |  |  |  | ----- | ---- |
| 1986 | 80     | Derbi | 3 | 3 | 1 | 2 | - | 2 | NE | NE | 4 | NE | 3 | 4 |  |  |  | 85    | 2º   |

| 1987 | Classe | Moto  |    |   |   |   |   |   |   |    |    |    |   |   |   |    |    | Punti | Pos. |
| ---- | ------ | ----- | -- | - | - | - | - | - | - | -- | -- | -- | - | - | - | -- | -- | ----- | ---- |
| 1987 | 80     | Derbi | NE | 6 | 5 | 2 | 3 | 5 | 2 | NE | NP | NE | 4 | 1 | 2 | NE | NE | 86    | 2º   |

| 1988 | Classe | Moto  |    |    |   |   |   |   |    |  |    |   |    |    |    |     |    | Punti | Pos. |
| ---- | ------ | ----- | -- | -- | - | - | - | - | -- |  | -- | - | -- | -- | -- | --- | -- | ----- | ---- |
| 1988 | 80     | Derbi | NE | NE | 4 | 2 | 3 | 3 | NE |  | NE | 7 | NE | NE | NE | Rit | NE | 69    | 4º   |

| 1989 | Classe | Moto  |    |    |    |   |   |   |    |   |   |    |    |    |    |   |    | Punti | Pos. |
| ---- | ------ | ----- | -- | -- | -- | - | - | - | -- | - | - | -- | -- | -- | -- | - | -- | ----- | ---- |
| 1989 | 80     | Derbi | NE | NE | NE | 5 | 4 | 2 | NE | 2 | 2 | NE | NE | NE | NE | 2 | NE | 92    | 1º   |

| Legenda | 1º posto        | 2º posto            | 3º posto            | A punti      | Senza punti        | Grassetto – Pole position Corsivo – Giro più veloce |
| Legenda | Gara non valida | Non qual./Non part. | Ritirato/Non class. | Squalificato | '-' Dato non disp. | Grassetto – Pole position Corsivo – Giro più veloce |

### Classe 125
| 1984 | Classe | Moto |    |  |   |    |  |  |    |  |    |  |  |  |  |  |  | Punti | Pos. |
| ---- | ------ | ---- | -- |  | - | -- |  |  | -- |  | -- |  |  |  |  |  |  | ----- | ---- |
| 1984 | 125    | MBA  | NE |  | 5 | NE |  |  | NE |  | NE |  |  |  |  |  |  | 6     | 15º  |

| 1988 | Classe | Moto  |    |    |     |    |   |   |     |  |  |     |    |    |    |    |    | Punti | Pos. |
| ---- | ------ | ----- | -- | -- | --- | -- | - | - | --- |  |  | --- | -- | -- | -- | -- | -- | ----- | ---- |
| 1988 | 125    | Derbi | NE | NE | Rit | NE | 2 | 4 | Rit |  |  | Rit | NQ | 16 | NQ | NQ | NE | 30    | 15º  |

| 1990 | Classe | Moto     |     |    |    |    |     |     |     |     |     |     |    |    |     |     |  | Punti | Pos. |
| ---- | ------ | -------- | --- | -- | -- | -- | --- | --- | --- | --- | --- | --- | -- | -- | --- | --- |  | ----- | ---- |
| 1990 | 125    | JJ Cobas | Rit | NE | NQ | 16 | Rit | Rit | Rit | Rit | Rit | Rit | 20 | 21 | Rit | Rit |  | 0     |      |

| 1991 | Classe | Moto     |    |     |    |    |     |     |  |  |  |  |  |  |  |    |  | Punti | Pos. |
| ---- | ------ | -------- | -- | --- | -- | -- | --- | --- |  |  |  |  |  |  |  | -- |  | ----- | ---- |
| 1991 | 125    | JJ Cobas | 33 | Rit | NE | 10 | Rit | Rit |  |  |  |  |  |  |  | NE |  | 6     | 33º  |

| Legenda | 1º posto        | 2º posto            | 3º posto            | A punti      | Senza punti        | Grassetto – Pole position Corsivo – Giro più veloce |
| Legenda | Gara non valida | Non qual./Non part. | Ritirato/Non class. | Squalificato | '-' Dato non disp. | Grassetto – Pole position Corsivo – Giro più veloce |